# Sino Chart
Bảng xếp hạng Sino là bảng xếp hạng doanh thu ở Trung Quốc đại lục thành lập vào năm 2009. Bảng xếp hạng đánh giá dựa trên doanh thu đĩa thuần (album, đĩa mở rộng và đĩa đơn), và không bao gồm doanh thu tải xuống.
Bảng xếp hạng được công bố vào chủ nhật hằng tuần cho những người đăng ký mua, và được phát hành chính thức trên trang web của họ vào thứ hai.
Ngày 26 tháng 4 năm 2015, trang web của Sino Chart chính thức đóng cửa, theo một thông báo đăng trên chính trang web này.